# Hans-Heinz Schütt
Hans-Heinz Friedrich Karl Schütt (* 6. April 1908 in Dummersdorf; † 22. Februar 1984 in Soltau) war ein deutscher SS-Scharführer und an der „Aktion T4“ sowie der „Aktion Reinhardt“ im Vernichtungslager Sobibor beteiligt. Schütt wurde im Sobibor-Prozess freigesprochen.

## Leben
Hans-Heinz Schütt brach seine Schullaufbahn am Gymnasium aus Geldmangel vorzeitig ab. Er absolvierte eine kaufmännische Lehre und war anschließend in verschiedenen Betrieben tätig. Ab Anfang der 1930er Jahre fand er eine Anstellung beim „Deutsch-Nationalen-Handlungsgehilfenverband“ (DHV). Bereits 1933 wurde er Mitglied der SS und 1934 bei der Deutschen Arbeitsfront (DAF). Bei der DAF übernahm er koordinierende buchhalterische Funktionen für die Gebiete Sachsen, Pommern und Schlesien. Nach einem Konflikt mit dem DAF-Leiter Robert Ley besuchte er 1936 kurzzeitig die Technische Hochschule Charlottenburg. Danach war er kurzzeitig bei der „Reichsstelle für Getreide“ tätig, wo er unter anderem Schweinemastaktionen veranstaltete. Der NSDAP schloss er sich 1937 an. Ab 1938 war er hauptamtlich für die SS tätig und übernahm die administrative Leitung des Sturmbanns II/6 in Berlin. Im Herbst 1939 wurde er zur „Aktion T4“ beordert.
In diesem Rahmen war er als Verwaltungsleiter der NS-Tötungsanstalt Grafeneck und ab Frühjahr 1941 bei der NS-Tötungsanstalt Hadamar beschäftigt. Ab Spätsommer 1941 war er in der Berliner Aktion-T4-Zentrale im administrativen Bereich tätig. Im Zuge der „Aktion Reinhardt“ wurde er Ende April 1942 in das Vernichtungslager Sobibor versetzt. Dort war Schütt als Lagerbuchhalter für Büroarbeiten und Soldabrechnungen zuständig. Er nahm den nackten Opfern die Wertsachen ab und war dabei in einem Schalter hinter einer Glasscheibe vor ihrer Vergasung tätig. Neben diesem Schalter stand meistens zur Beruhigung der Opfer ein junger Jude, der „Goldjude“ oder „kleiner Max“ genannt wurde. Auf die Frage, warum er auf der Rampe stand, antwortete Schütt: „[Hiermit] erkläre ich, dass es aus Neugierde geschah. Ich wollte mich von der Unmenschlichkeit der Endlösung überzeugen und meine Eindrücke nach Berlin weitergeben.“
Zudem achtete er auch auf die Sauberkeit in der Baracke des Sonderkommandos und versah Rampendienst. Im August 1942 ließ er sich zur Waffen-SS versetzen. Aus ungeklärten Gründen wurde er später zu sechs Jahren Gefängnis verurteilt und gegen Kriegsende aus der Haft entlassen. Er war noch kurzzeitig an der Ostfront eingesetzt.
Nach Kriegsende wurde er im Zuge der Ermittlungen um Hadamar und Grafeneck zwar in Haft genommen, aber nicht im Hadamar-Prozess angeklagt. Bei seinem ersten Verhör gab er nicht an, dass er im Vernichtungslager Sobibór war. Später wurde Schütt Stadtrat in Soltau.
Im Zuge der Ermittlungen Anfang der 1960er Jahre wurde Schütt in Haft genommen. 1966 wurde er im Sobibor-Prozess schließlich vom Vorwurf der Beihilfe zum gemeinschaftlichen Mord an mindestens 86.000 Personen wegen Putativ-Notstand freigesprochen. Über seinen weiteren Lebensweg ist nichts bekannt.